# Kokey
Kokey ist ein Arrondissement im Departement Alibori in Benin. Es ist eine Verwaltungseinheit, die der Gerichtsbarkeit der Gemeinde Banikoara untersteht. Gemäß der Volkszählung von 2002 hatte Kokey 11.715 Einwohner, davon waren 5.897 männlich und 5.818 weiblich.